# Distrito de Vavuniya
Vavuniya (en tamil: வவுனியா மாவட்டம் ) es un distrito de Sri Lanka situado en la provincia del Norte. Según el censo de 2012, tiene una población de 172 115 habitantes.
Comprende una superficie de 1891 km², de los cuales 1787 km² corresponden a tierra firme y 104 km² están cubiertos de agua.
El centro administrativo es la ciudad de Vavuniya.

## Demografía
Según el censo de 2012, tiene una población total de 172 115 habitantes, de los cuales 87 400 son mujeres y 84 715 son hombres.